# Условные знаки и обозначения в топографии и маркшейдерии

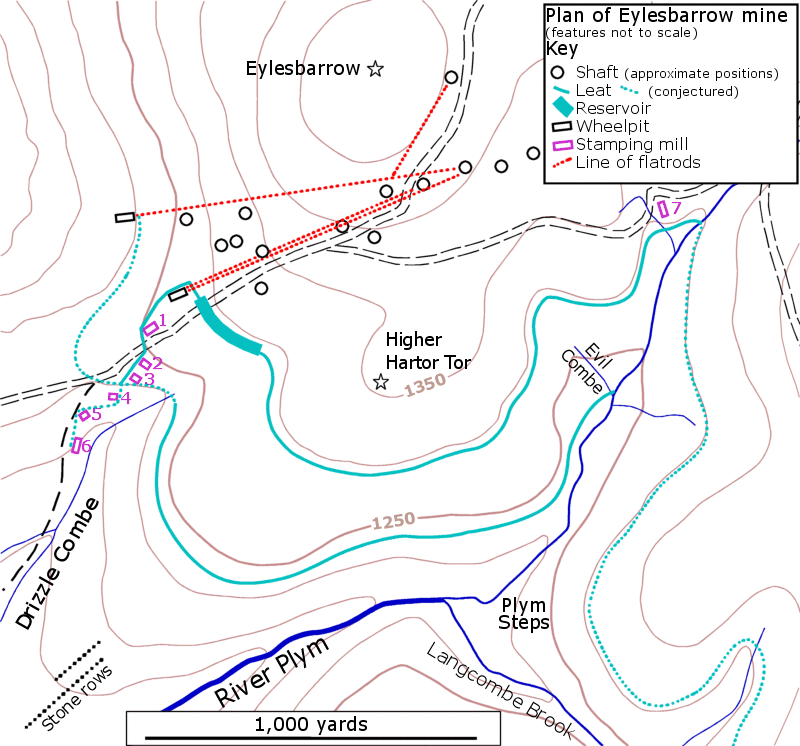
Пример горного плана-карты.

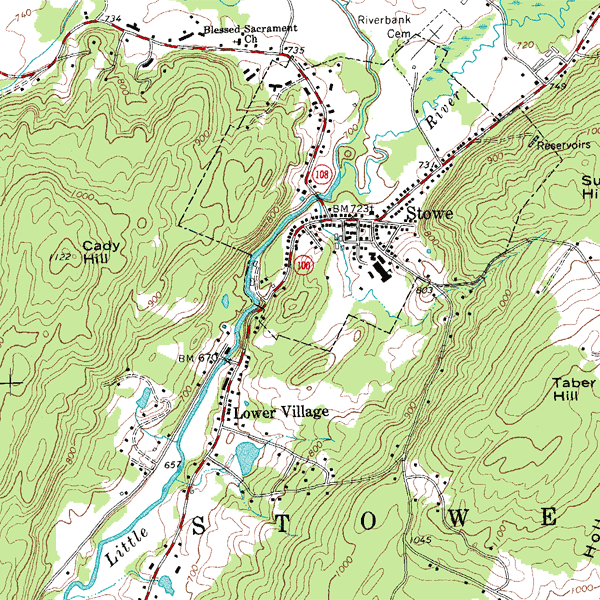
Пример топографической карты.

Условные знаки и обозначения в топографии и маркшейдерии — графические символы соответствующего размера, формы и цвета, которыми отображаются на картах или в маркшейдерской графической документации объекты местности (населённые пункты, реки, озёра, рельеф, растительность, железные дороги, автомобильные дороги и т.д.) и объекты горных разработок (промышленные сооружения, коммуникации, склады полезного ископаемого и отвалы пород, границы месторождения, целики, устья скважин и стволов на земной поверхности, мощность и структура залежей полезных ископаемых, горные выработки карьеров и шахт, крепление выработок, опасные зоны и предохранительные сооружения в выработках, транспорт и механизмы при разработках, элементы гидрогеологии и дренажа, электрическое оборудование и электроснабжение и т.д.).

## Классификация
Условные знаки классифицируют на: площадные, линейные контурные (масштабные), внемасштабные (когда площадь объектов не выражается в масштабе карты или плана), комбинированные и пояснительные. Подписи наносятся также в сочетании с условными знаками для соответствующих масштабов карты или горной графической документации в соответствии со специальными «Таблицами условных знаков», «Условными обозначениями для горной графической документации», государственными стандартами.

## Черчение горно-графической документации
Чертежи горно-графической документации разделяют на два вида в зависимости от их содержания, способа разработки месторождений, назначения, условий залегания и др. К первому относят маркшейдерско-геологические документы, выполненные на этапах детальной разведки, строительства горнодобывающего предприятия и разработки месторождений. Они составляются по результатам натурных измерений и расчётов и отражают рельеф и ситуацию земной поверхности территории экономического интереса горного предприятия, геологические условия залегания месторождения твёрдого полезного ископаемого, пространственное положение и конфигурацию горных выработок, технологию разработки месторождения, качественную и количественную характеристику полезного ископаемого. Ко второму виду относят эксплуатационно-технологические документы, в которых отображается: ведение горных работ; состояние вентиляции горных выработок и пылегазового режима, шахтного транспорта и подъёма, электротехнического хозяйства, шахтного освещения; предупреждение и тушение шахтных пожаров; предотвращение затопления действующих выработок, внезапных выбросов угля и газа, горных ударов; санитарные правила и др..
Для каждого горного предприятия специальными нормативными документами устанавливается перечень необходимых чертежей обоих видов. Государственными стандартами определены общие правила выполнения чертежей, их оформления, подписей, нанесения необходимой информации. Для многих объектов горного производства, подлежащих изображению на графической документации, разработаны условные обозначения, большинство из которых имеет специфический характер и предназначено для узкого круга специалистов соответствующей горной отрасли.